# Franck Gérard
Franck Gérard, né à Poitiers en 1972, est un photographe français.

## Biographie
Franck Gérard est diplômé de l'école des Beaux-Arts de Nantes.
En 2001, il est résident pendant deux ans au Centre National d'art et du Paysage de Vassivière en Limousin,.
En 2006 et en 2010, son travail s'expose aux Rencontres Internationales de la photographie d'Arles dans le cadre du groupe de jeunes photographes France 14 rassemblés par Raymond Depardon,. En 2011, il est résident durant un an au Domaine du Château de Kerguéhennec,, dans le Morbihan, il en produira son travail Captif. En 2012, pour la Nuit Blanche à Paris, il  réalise une « conférence performée » de sept heures, En l'état, User les images, à l'Hémicycle du Palais d'Iéna au CESE.
En 2013, son travail fait l'objet d’une commande publique du ministère de la Culture et de la Communication, du Centre national des arts plastiques CNAP, intitulée Manifester En l'état et réalisée à Marseille. La même année, il participe à l’exposition collective Errances à la galerie Melanie-Rio à Nantes, d'où il décline une exposition plus personnelle Iconoclastie. En 2014, son travail est exposé à la Fondation Ricard à Paris et il est résident au domaine de la Garenne Lemot.
De 2018 à 2020, il est résident à la fondation Camargo à Cassis, et tente de refléter la frontiere floue et en mouvance permanente entre les humains et la nature. De cette expérience, il en publiera le livre Calanques deux ans plus tard. il intervient régulièrement dans la transmission du savoir photographique en milieu scolaire
En 2021, Il part pour une pérégrination photographique de trois mois à Marfa au Texas. Il y développe son personnage Francky Marfa en photo et en vidéo. En 2022, en résidence à l'occasion des extatiques, à la défense, il crée un parcours appelé drôles de solitudes sur le mobilier urbain,.
Son travail peut se résumer en un témoignage dans la durée du quotidien des personnes croisées et de l'impact de l'activité humaine sur les territoires et sur le paysage.

## Publications
- En l'état, 13 juillet 1999 – Aujourd’hui (2020)
- Calanques (2022)